# Bisdom Aversa
Het bisdom Aversa (Latijn: Dioecesis Aversana; Italiaans: Diocesi di Aversa) is een in Italië gelegen rooms-katholiek bisdom met zetel in Aversa in de provincie Caserta. Het bisdom behoort tot de kerkprovincie Napels, en is, samen met de aartsbisdommen Capua en Sorrento-Castellammare di Stabia, de bisdommen Acerra, Alife-Caiazzo, Caserta, Ischia, Nola, Pozzuoli, Sessa Aurunca en Teano-Calvi en de territoriale prelatuur Pompeï, suffragaan aan het aartsbisdom Napels.

## Geschiedenis
Het bisdom Aversa werd opgericht in 1053 door paus Leo IX en als immediatum onder direct gezag van de Heilige Stoel geplaatst. In 1207 kreeg het het bisdom Aversa een deel van het afgeschafte bisdom Cumae.
In 1566 werd in Aversa een priesterseminarie gesticht. In 1979 werd Aversa suffragaan aan het aartsbisdom Napels.

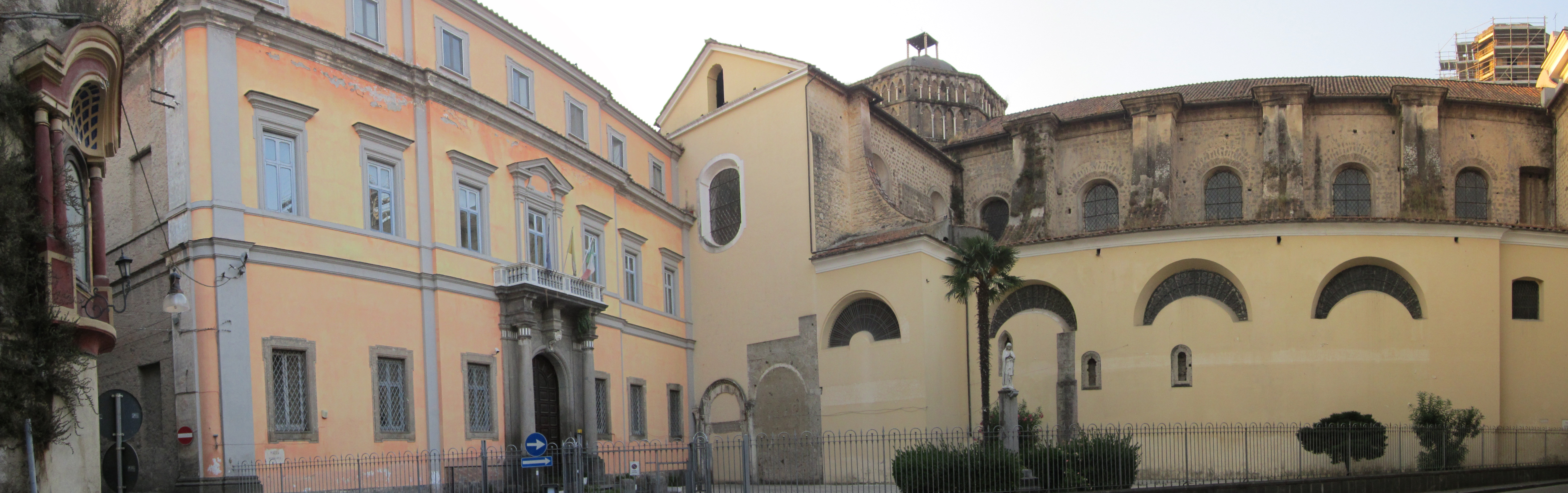
Seminarie en kathedraal van Aversa